# Eulepidotis egistoides
Eulepidotis egistoides är en fjärilsart som beskrevs av Bar 1876. Eulepidotis egistoides ingår i släktet Eulepidotis och familjen nattflyn. Inga underarter finns listade i Catalogue of Life.